# کلیسای جامع لان

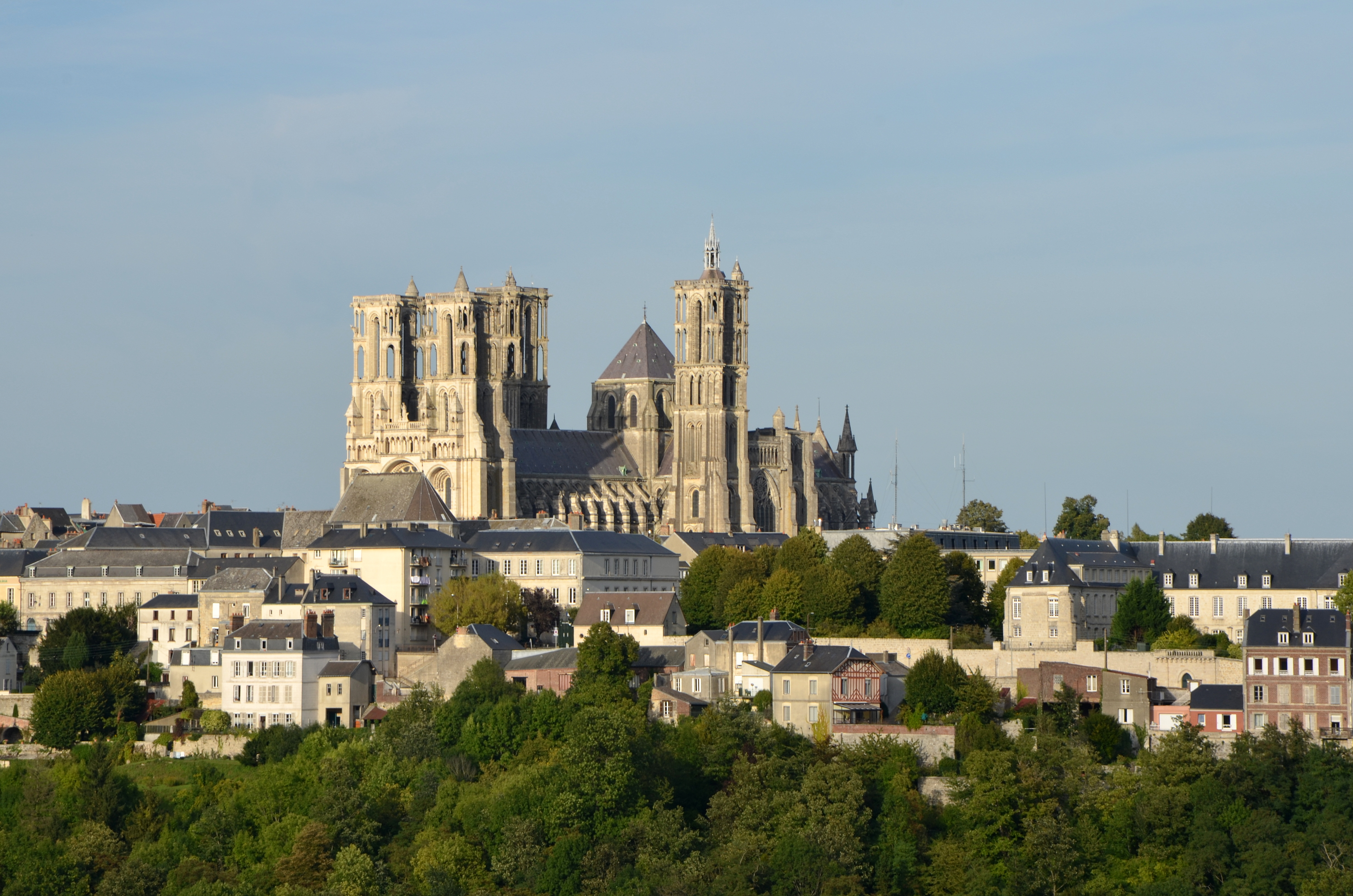
نمای کلی.

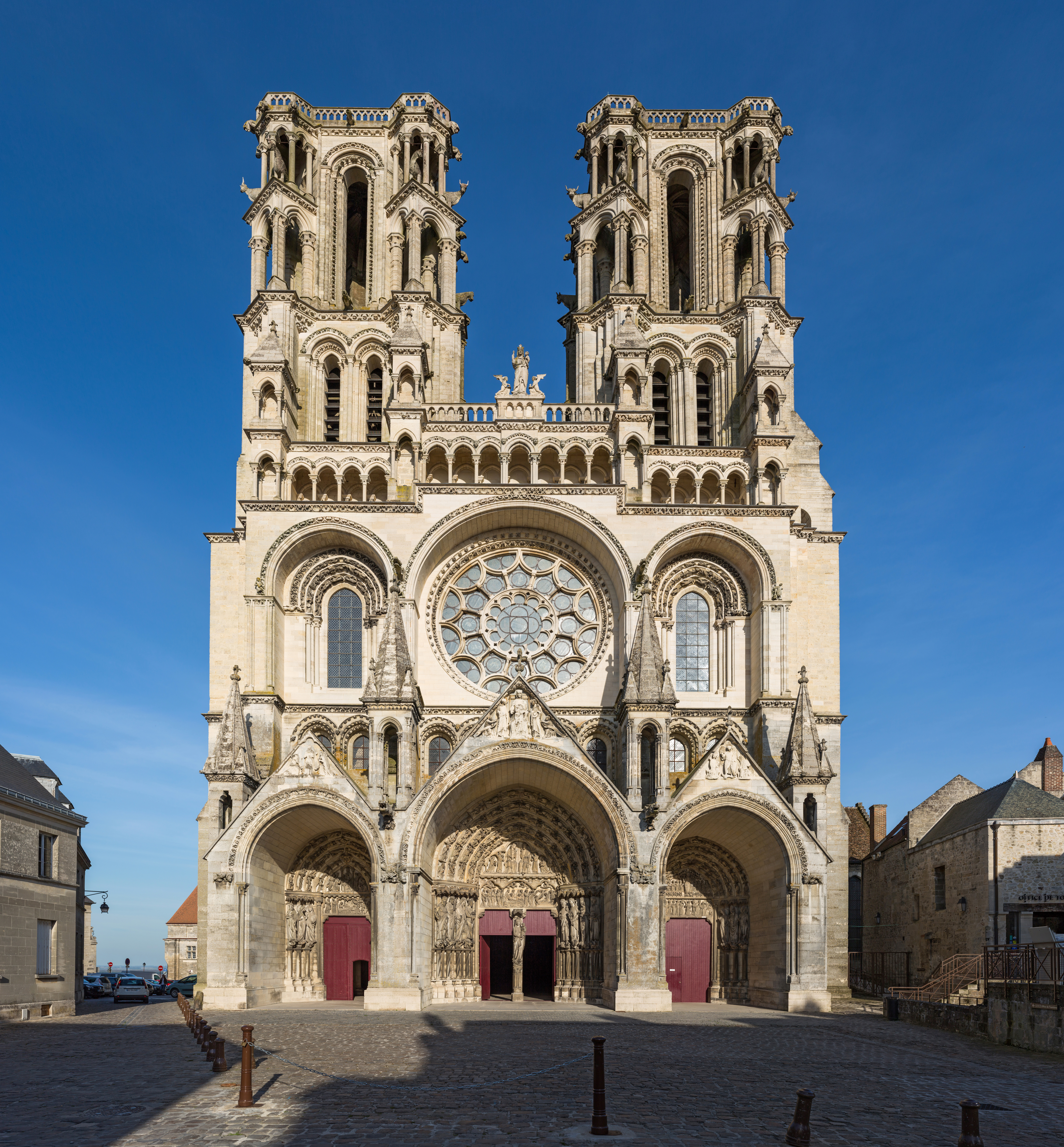
نمای بیرونی

کلیسای جامع لان (فرانسوی: cathédrale de Laon‎) یکی از مهمترین نمونه‌های معماری گوتیک سده‌های ۱۲ و ۱۳ میلادی است و پس از کلیساهای سانس و کلیسای نوتردام پاریس بنا شده‌است و به همراه آن‌ها، جزء کلیساهای مهم به‌شمار می‌آید. این کلیسا در لان، پیکاردی، فرانسه واقع شده‌است و مرکز اسقف‌نشین باستانی لان می‌باشد. این بنا از ۱۸۴۰ در فهرست یادمان تاریخی قرار دارد.

## نگارخانه

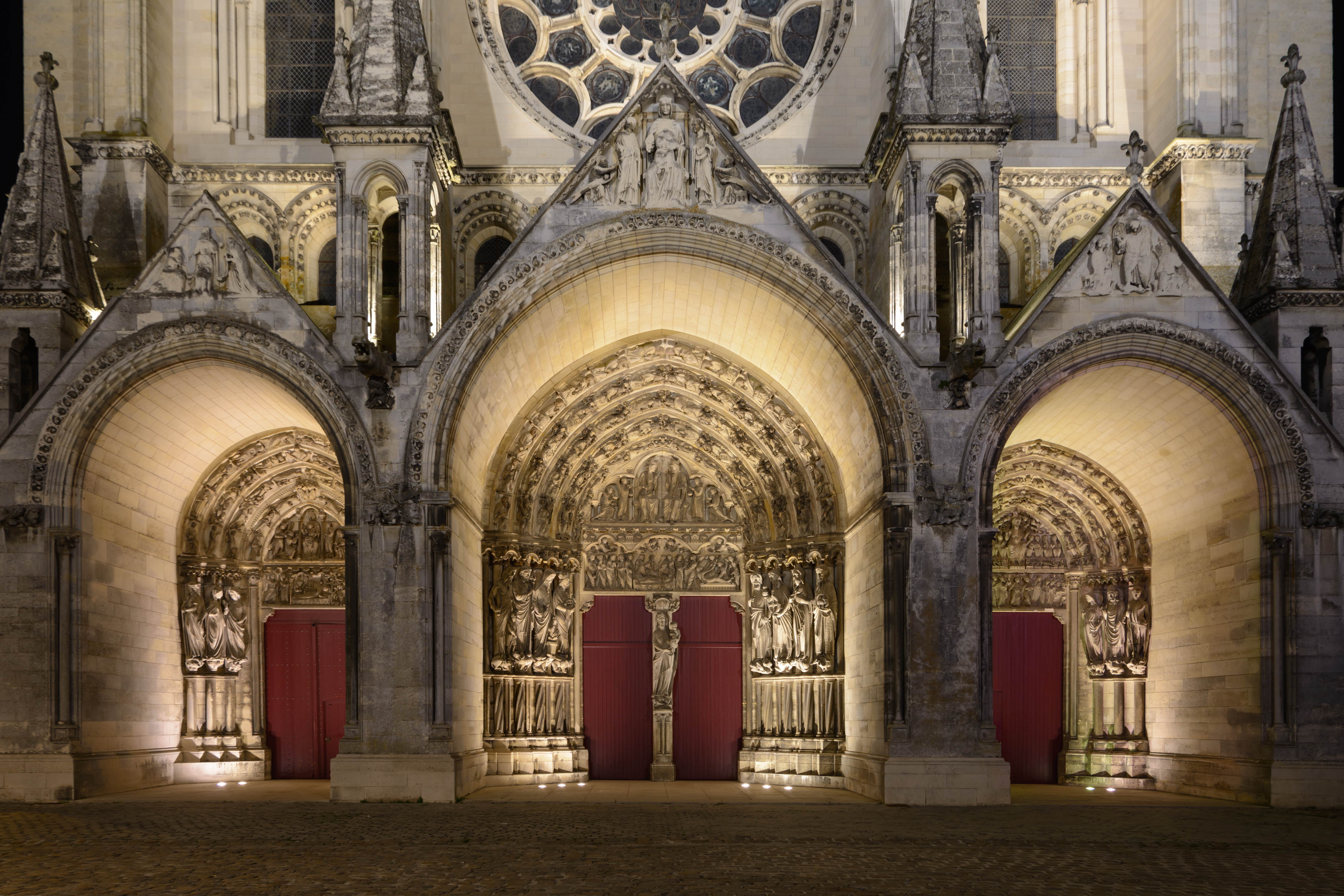
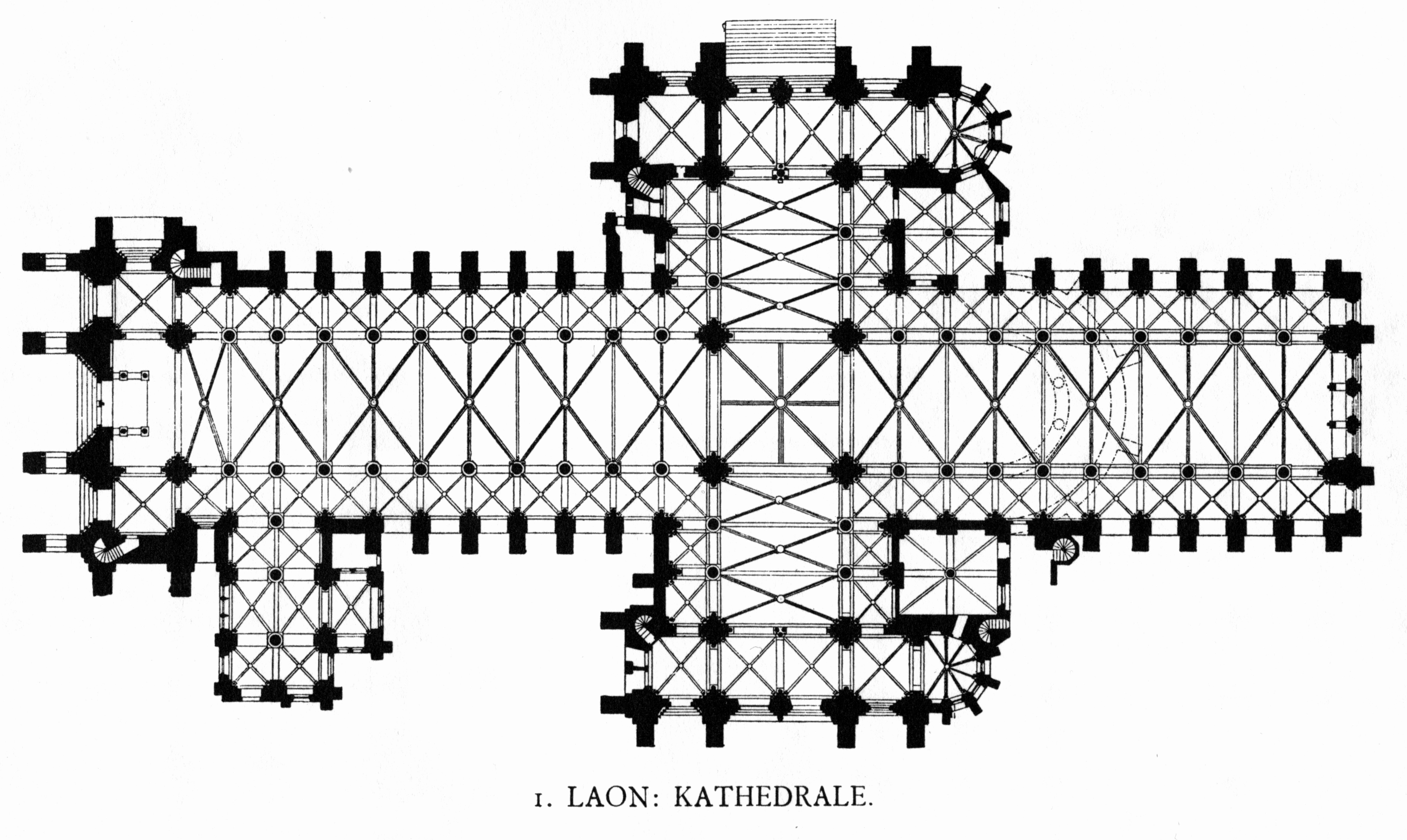
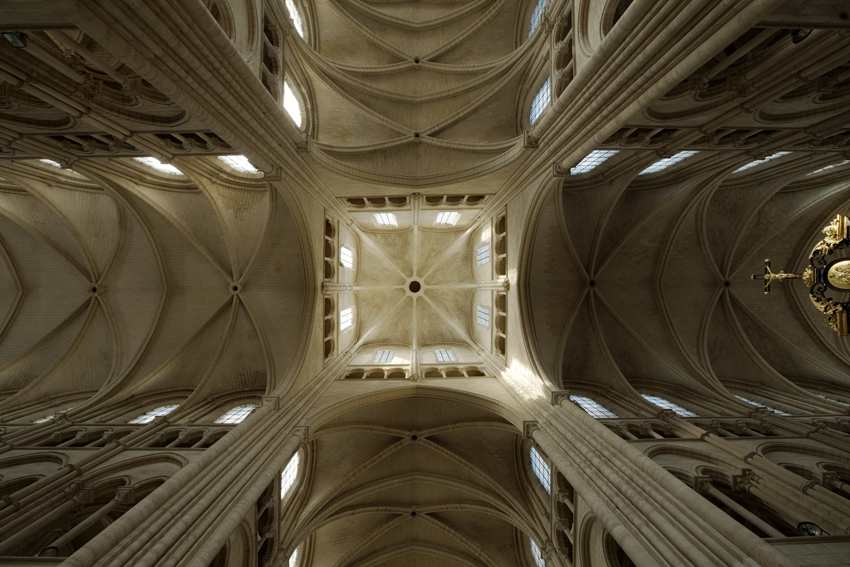

|  |  |  |